# 光山卓氏
光山卓氏（クァンサンタクし、朝鮮語: 광산탁씨）は、朝鮮の氏族の一つ。本貫は光州広域市である。2015年の調査では、15,901人（他に同系列の光州卓氏は3,650人）である。
始祖は、中国漢朝で布徳侯に封じられた人物を先祖に持つ卓之葉である。卓之葉は、高麗宣宗時代に翰林学士と太師を務め、光山君に封じられたことから光山卓氏を創始した。